# Bastian Schweinsteiger
Bastian Schweinsteiger (Kolbermoor, 1. kolovoza 1984.), je njemački umirovljeni nogometaš. 
Igrao je na poziciji defanzivnog veznog. 
Proveo je 13 sezona u minhenskom Bayernu, gdje je odigrao točno 500 utakmica u svim natjecanjima i postigao 68 golova. Njegovi uspjesi u Bayernu uključuju 8 Bundesliga, 7 naslova DFB-pokala, UEFA ligu prvaka, FIFA svjetsko klupsko prvenstvo i UEFA superkup. Pridružio se Manchester Unitedu 2015. godine.
Schweinsteiger je za njemačku nogometnu reprezentaciju igrao od 2004. do 2016. godine. On je četvrti Nijemac po broju nastupa za nacionalnu vrstu svih vremena, a za nju je nastupio 121 put pri čemu je postigao 24 gola. Nastupio je na 4 europska i 3 svjetska prvenstva te time oborio rekord. Kada se Philipp Lahm umirovio 2. studenog 2014., Schweinsteiger je imenovan kapetanom njemačke nogometne reprezenacije. Svoju odluku o umirovljavanju od nacionalne vrste objavio je 29. lipnja 2016. Svoju zadnju utakmicu za Njemačku odigrao je 31. kolovoza 2016. protiv Finske.

## Klupska karijera

### FC Bayern München
Schweinsteiger je postao igrač Bayerna 1. lipnja 1998. Pošto je bio vrlo talentiran skijaš morao je odlučiti između profesionalne karijere u nogometu ili u skijanju. Pošto je osvojio njemačko prvenstvo za mlade u lipnju 2002., vrlo je brzo pronašao mjesto u rezervama. 
Tijekom svojih prvih nastupa za Bayern igrao je na poziciji lijevog beka. Poslije samo 2 treninga s prvom momčadi, trener Ottmar Hitzfeld je odlučio Schweinsteigeru dati njegov prvi nastup, a tada je imao samo 18 godina. Svoj prvi nasup ostvario je kao kasna zamijena u utakmici UEFA lige prvaka protiv RC Lensa u studenome 2002. Mladić je napravio snažan utjecaj na igru, asistirajući Markusu Feulneru samo nekoliko minuta nakon ulaska u igru. Sljedeći mjesec je potpisao profesionalan ugovor i nastupio u 14 Bundesligaških utakmica u sezoni 2002./2003., pomažući Bayernu u ostvarivanju dvostruke krune. Sljedeće sezone je nastupio u 26 Bundesligaških utakmica. Svoj prvi pogodak za Bayern postigao je protiv VfL Wolfsburga u rujnu 2003.
Dolaskom novoga trenera Felixa Magatha na početku sezone 2005./2006. iznenađujuće je poslat među rezerve, bez obzira na njegove nedavne nacionalne uspjehe. Ubrzo se vratio i igrao ulogu u osvajanju dvostruke krune za Bayern te je također postigao pogodat u gostujućem porazu kod Chelseae u četvrt finalu lige prvaka. 
Tijekom sljedeće 3 sezone Schweinsteiger je ostvario 135 nastupa u svim natjecanjima za Bayern te je postigao 10 pogodaka.
U sezoni 2008./2009. Schweinsteiger je postigao prvi pogodak u Bundesligi. U prosincu 2010. Basti je obnovio ugovor s Bayernom do 2016. godine.
Schweinsteiger je 25.travnja 2012. ostvario odlučujući penal protiv Real Madrida te poslao Bayern do finala UEFA Lige prvaka 2012. gdje će se ogledati s Chelseajem. Utakmica se igrala na Bayernovom stadionu Allianz areni, te je tako Bayern postao jedini klub koji je finale UEFA Lige prvaka imao prilike igrati na vlastitom stadionu. Utakmica je završila 1-1 te se odlučujući bili jedanaesterci. Kada je rezultat bio 3-3, Schweinsteigerov jedanaesterac obranio je Petar Čech te je nakon toga Didier Drogba svojim uspješnim penalom titulu prvaka dao Chelseai. 
U lipnju 2013. Schweinsteiger je postigao pogodak protiv Eintrachta Frankfurta koji je Bayernu osigurao naslov prvaka Bundeslige. Sezona 2012./2013. završila je izvrsno za Schweinsteigera pošto je Bayern osvojio trostruku krunu (Bundesliga + DFB-pokal + UEFA Liga prvaka) i time postao prvi njemački klub kojemu je to pošlo za rukom. 
Schweinsteiger je 2013.god. osvojio naslov njemačkog igrača godine. Tadašnji trener Bayerna, Jupp Heyckens, proglasio ga je najboljim veznim igračem na svijetu i Heyckens je želio da ili Schweinsteiger ili  Ribéry ili Thomas Müller osvoje Ballon d'Or. Nakon osvajanja trostruke krune, Schweinsteiger je impresionirao novog trenera Pepa Guardiolu.
Zabio je pogodak za izjednjačenje protiv Manchester Uniteda u četvrt finalu UEFA Lige prvaka 2013./2014., ali ubrzo nakon toga mu je pokazan crveni karton.
Kada je Bayern već osvojio Bundesligu, zabio je gol u porazu 2:1 od SC Freiburga. Schweinsteiger je postigao pogodak 23. svibnja 2015 na svom 500. nastupu za klub. Kasnije se pokazalo da je to bio njegov posljednji nastup za Bayern. Prešao je u Manchester United 13. lipnja 2015, nakon 17 godina provedenih u Bayernu na veliku tugu svih Bayernovih navijača. Iako svoju mirovinu nije dočekao u Bayernu, tamo će uvijek biti zapamćen kao jedna od najvećih legendi kluba svih vremena.

### Manchester United
Schweinsteiger je prešao u Manchester United 23. lipnja 2015 te tako postao prvi Nijemac ikada u prvom timu Manchester Uniteda. Tijekom pred-sezone Schweinsteiger je nosio broj 23, ali na početku nove sezone ga je promijenio u broj 31, isti onaj broju koji je tolikih godina nosio u Bayernu. 
Svoj prvi nastup za Manchester United ostvario je u prijateljskoj utakmici protiv Cluba Americe 17.lipnja 2015. Utakmica je završila 1-0 za Manchester United. Svoj prvi pogodak za klub postigao je 28. studenog za izjednačenje protiv Leicester Cityja. 
Nakon dolaska novog trenera Josea Mourinha Schweinsteiger je poslat da trenira s do 21 timom. Velik broj Schweinsteigerovih bivših kolega i ostali poznati nogometaši su kritizirali Mourinha zbog ovog poteza. Od tada se vratio u prvi tim.

### Chicago Fire
U ožujku 2017. je Schweinsteiger nastavio karijeru u Chicago Fire u MLS-u. Bivši reprezentativac je s Chicagom potpisao ugovor na jednu godinu. U debiju u MLS-u za američki klub je trebalo Nijemcu 16 minuta kako bi postigao prvi gol na utakmici protiv Orlando Cityja.

## Nagrade i uspjesi
FC Bayern München
- Bundesliga: 2002./03., 2004./05., 2007./08., 2009./10., 2012./13., 2013./14., 2014./15.
- Njemački kup: 2002./03., 2004./05., 2007./08., 2009./10., 2012./13., 2013./14.
- Njemački liga-kup:  2004., 2007.
- UEFA Liga prvaka: 2012./13.
- UEFA Superkup: 2013.
- FIFA Svjetsko klupsko prvenstvo: 2013.

Njemačka
- Svjetsko prvenstvo: 2014.

## Vanjske poveznice
- Profil na Transfermarktu
- Profil na Soccerwayu